# ماريو باتشيلي
ماريو باتشيلي (بالإيطالية: Mario Pacilli)‏ (25 أبريل 1987 بلاكويلا في إيطاليا - ) هو لاعب كرة قدم إيطالي في مركز الهجوم. لعب مع نادي أفيلينو ونادي برو باتاريا ونادي ترنانا ونادي كريمونيسي ونادي كياسو وL'Aquila 1927 ‏ ونادي طرابنش 1905 ‏ وUC AlbinoLeffe ‏.

## وصلات خارجية
- ماريو باتشيلي على موقع قاعدة بيانات كرة القدم.إي يو (الإنجليزية)
- ماريو باتشيلي على موقع Soccerway.com (الإنجليزية)